# Adelphi
Adelphi è una casa editrice italiana fondata nel 1962. Ha annoverato tra i suoi collaboratori Giorgio Colli, Sergio Solmi, Claudio Rugafiori, Franco Volpi, Roberto Calasso e Giuseppe Pontiggia.

## Storia
Nata da un progetto di Luciano Foà, Roberto Bazlen e Alberto Zevi, venne fondata a Milano il 20 giugno 1962 con un capitale versato per due terzi da Roberto Olivetti e per un terzo da Alberto Zevi a nome di Luciano Foà . La prima sede fu in via Morigi 5, nel centro di Milano.
Luciano Foà decise di inaugurare le pubblicazioni con la collana di classici, che ritenne il modo più giusto per inserirsi nel mercato. La collana fu formata sia da opere conosciute al grande pubblico, sia da opere di eccelsa fattura ma difficilmente ritrovabili. I primi titoli pubblicati (1963) furono le Opere di Georg Buchner, Fede e bellezza di Niccolò Tommaseo e La vita e le avventure di Robinson Crusoe di Daniel Defoe. 

Nel 1964 fu lanciata la collana «Saggi». Nel 1965 apparve la «Biblioteca Adelphi», che ben presto divenne la collana ammiraglia della casa editrice. Fu il frutto della cultura e dell'intuizione di Roberto Bazlen, che vi fece confluire i libri che l'Einaudi gli aveva bocciato quando aveva lavorato come consulente per lo Struzzo. I primi titoli furono L'altra parte di Alfred Kubin e Padre e figlio di Edmund Gosse. Anche il terzo titolo apparso nella collana, Manoscritto trovato a Saragozza di Jan Potocki era stato proposto invano da Bazlen alla casa torinese.
Sul finire del 1965 Carlo Frassinelli cedette la sua casa editrice e l'intero catalogo (un centinaio di titoli) all'Adelphi Edizioni, sotto la presidenza di Luciano Foà. Il catalogo Adelphi 1968 comprendeva tutte le opere giacenti delle maggiori collane Frassinelli. Nel settembre 1982 il marchio Frassinelli verrà ceduto al gruppo Sperling & Kupfer Editori.
Nel 1971 Roberto Calasso fu nominato direttore editoriale. In seguito ha assunto la guida della casa editrice come consigliere delegato dal 1990 e presidente dal 1999. Fu Calasso a lanciare le nuove collane Adelphi: «Narrativa contemporanea» (1967, dal 1985 «Fabula»), «Ramo d'oro» (1971), «Piccola biblioteca Adelphi» (1973) e «La collana dei casi» (1974), inaugurata da Memorie di un malato di nervi di Daniel Paul Schreber. Fu la prima collana Adelphi dove sulla copertina comparvero fotografie.
I primi anni settanta furono, per la Adelphi, una fase di stagnazione. Luciano Foà concede alla Mondadori di pubblicare alcuni titoli del catalogo in edizione economica. Poi si associa con la Boringhieri e l'Etas Kompass per ridurre le spese fisse e far entrare nuovi capitali. La mossa più azzeccata fu la pubblicazione di un'opera dal catalogo Frassinelli, Siddharta di Hermann Hesse, un libro del 1945 (la traduzione di Massimo Mila) che conobbe una nuova giovinezza.
Nel 2005 muore Luciano Foà. Il 4 ottobre 2015 RCS Mediagroup (proprietaria del 58% di Adelphi dal 2006) annuncia la vendita dell'intera divisione libri alla Arnoldo Mondadori Editore. Roberto Calasso riprende il controllo della casa editrice esercitando un'opzione di riacquisto delle quote, uscendo dal gruppo. L'operazione gli consente di entrare in possesso del 71% del capitale, diventando così socio unico di maggioranza; i soci di minoranza sono Francesco Pellizzi e Elisabetta Zevi.
Dopo la scomparsa di Roberto Calasso (2021), la sua quota della casa editrice (il 71% del capitale) è stata suddivisa tra i due figli, la moglie Fleur Jaeggy e il nipote Roberto Colajanni. Il 2 settembre 2021 il consiglio d'amministrazione ha nominato alla presidenza Teresa Cremisi e Roberto Colajanni amministratore delegato e direttore editoriale.
Nel luglio 2024 la Feltrinelli ha acquisito il 10% del capitale della casa editrice dagli eredi di Francesco Pellizzi (i figli Aurora e Giandomenico e la moglie Gini Alhadeff.

Nel settembre dello stesso anno il consiglio d'amministrazione ha confermato la presidente Teresa Cremisi e l'amministratore delegato Roberto Colajanni. Inoltre, ha nominato Elisabetta Zevi (figlia di Alberto) vicepresidente, e Paolo Mieli e Maurizio Ferrera nuovi consiglieri.

## Nome, logo e veste grafica
Adelphi è una parola greca (ἀδελφοί) che significa "fratelli, sodali", e richiama una società di amici uniti in collaborazione fraterna.
Il logo di Adelphi è un pittogramma cinese, conosciuto come «pittogramma della luna nuova». Noto fin dal 1000 a.C., compare sui bronzi della dinastia Shang e significa «morte e rinascita».
Le copertine dei libri riprendono una "gabbia" grafica, ideata dall'illustratore inglese di fine Ottocento Aubrey Beardsley.

## Autori pubblicati
Portano il marchio Adelphi i capolavori del neurobiologo Oliver Sacks, uno fra tutti L'uomo che scambiò sua moglie per un cappello; le opere di Israel Joshua Singer e di Isaac Bashevis Singer (premio Nobel per la letteratura nel 1978) ; le pubblicazioni del filosofo Gershom Scholem; e anche la serie dei gialli del francese Georges Simenon.

Nel 2024 Adelphi ha acquisito il catalogo delle opere del grande scrittore statunitense Philip Roth.

## Collane
- «Classici»: inaugurata nel 1963 con La vita e le avventure di Robinson Crusoe di Daniel Defoe, giunta a 78 titoli nel novembre 2024.
- «Opere complete» di Friedrich Nietzsche: iniziate nel 1964, otto volumi in ventidue tomi, fino a settembre 2011, ed «Epistolario» in cinque volumi.
- «Saggi»: in due serie, la prima fondata nel 1964 con La vita contro la morte di Norman O. Brown e chiusa nel 1989 dopo quarantatré titoli; la seconda serie, nata nel 1990 con Elogio della luce di Giovanni Macchia, anche se con uscite più saltuarie, è tuttora esistente con 86 titoli all'attivo.
- «Biblioteca Adelphi»: fondata nel 1965 con l'uscita di L'altra parte di Alfred Kubin. Ha pubblicato 754 titoli, con una media di un titolo al mese.
- «Quaderni» di Roberto Bazlen: in tre volumi (1968, 1970 e 1973).
- «Il ramo d'oro»: fondata nel 1971 con Il pensiero cinese di Marcel Granet, ha raggiunto i 75 titoli nel 2023.
- «Piccola Biblioteca Adelphi»: fondata nel 1973 con Il pellegrinaggio in Oriente di Hermann Hesse. Sono usciti da allora circa quindici titoli l'anno, consta di 801 titoli nel 2024.
- «La collana dei casi»: fondata nel 1974 con Memorie di un malato di nervi di Daniel Paul Schreber. Finora sono 150 i titoli editi.
- «Biblioteca Scientifica»: fondata nel 1977 con Verso un'ecologia della mente di Gregory Bateson, nel 2024 ha raggiunto 71 titoli.
- «La sapienza greca»: con i tre volumi di Giorgio Colli (1977, 1978 e 1980).
- «Biblioteca filosofica»: fondata nel 1980 con Destino della necessità di Emanuele Severino, oggi ha raggiunto 41 titoli.
- «Scritti» di Emanuele Severino: fondata nel 1981. Al 2005 sono usciti cinque volumi, sebbene altre sue opere siano uscite in altre collane adelphiane, o presso diverse case editrici.
- «Opere» di Sergio Solmi: concluse dal 1983 al 2011 in sei volumi (nove tomi).
- «Opere» di Carlo Michelstaedter: sono usciti per ora solo due titoli (1983 e 1995).
- «Fabula»: fondata nel 1985, con L'insostenibile leggerezza dell'essere di Milan Kundera. Ha raggiunto 398 titoli.
- «Gli Adelphi»: collana in edizione economica fondata nel 1989 con L'insostenibile leggerezza dell'essere di Milan Kundera; raccoglie le inchieste di Maigret e i racconti di Georges Simenon con copertina gialla. Raccoglie 685 titoli.
- «L'oceano delle storie»: fondata nel 1990 con Reazioni alla rivoluzione francese di Richard Cobb, consta di 30 titoli.
- «I peradam»: fondata nel 1992 con La struttura dell'iki di Kuki Shūzō. Nel 2019 ha raggiunto tredici titoli.
- «Biblioteca orientale»: fondata nel 1994 con Iniziazione di Naropa.
- «La Nave Argo»: fondata nel 1995 con le Opere di Carlo Dossi. È una collana di pregio con libri rilegati e chiusi in cofanetto.
- «Adelphiana»: fondata nel 2001, sorta di rivista in libreria e parzialmente su sito.
- «I cavoli a merenda»: fondata nel 2002 con un episodio del Mahābhārata, nella versione riassunta e illustrata da Samhita Arni, ha 41 titoli.
- «Biblioteca minima»: fondata nel 2006 con Il nichilismo europeo: frammento di «Lenzerheide» di Friedrich Nietzsche. Si differenzia per il formato mini e l'esiguità dei testi dei volumetti. Accoglie 79 volumi.
- «Animalia»: collana scientifica inaugurata nel 2018 col bestseller di Carl Safina Animali non umani. Famiglia, bellezza e pace nelle culture animali, consta di 11 titoli.
- «Microgrammi»: ultima collana varata, che accoglie testi molto brevi, sono usciti nel 2020 dapprima in edizione digitale; nel gennaio 2021, sono stati stampati i primi 7 titoli, in formato ultra tascabile. Nel 2023 ha 23 titoli.
- «Imago»: 8 titoli.
- «Fuori collana»: 64 titoli.
- Sono uscite inoltre alcune «Edizioni speciali».

### Collane cessate
- «Numeri rossi»: fondata nel 1965 con Il Circolo Pickwick di Charles Dickens e chiusa nel 1974 con diciassette titoli.
- «Fascicoli»: fondata nel 1967 con Artemis Efesia di Albino Galvano e chiusa nel 1975 dopo 5 titoli.
- «Narrativa contemporanea»: fondata nel 1968 con L'arte della fuga di Giuseppe Pontiggia e chiusa nel 1984 dopo quaranta titoli.
- «Opere» di René Daumal: uscirono due soli volumi (1970 e 1972); altri titoli sono apparsi nella collezione Biblioteca.
- «Collana di etologia»: fondata nel 1976 con I fondamenti dell'etologia di Irenäus Eibl-Eibesfeldt, abbandonata dopo appena due titoli.
- «Ethologica»: fondata nel 1994 con Il comportamento dei gatti di Paul Leyhausen. Anch'essa sembra interrotta nel 1996 dopo tre titoli.